# Museo Manuel Felguérez
El Museo de Arte Abstracto Manuel Felguérez Herrera  se encuentra localizado en la ciudad de Zacatecas, México, en el lugar donde se encontraba en el 1869 se estableció el Seminario Conciliar de la Purísima de Zacatecas y más tarde el penal estatal que funcionó hasta 1990. El museo se enfoca tanto a la difusión de la obra del artista como a la historia del arte abstracto en México,Nace en Valparaíso, Zacatecas, en 1928, y a los siete años de edad se traslada con su familia a la Ciudad de México. Desde niño demostró inclinación por las artes, pero no es, sino hasta los 19 años, en su primer viaje a Europa, cuando descubre que lo más importante en el mundo era el arte; es entonces que decide iniciarse como escultor. En 1949 viaja por segunda vez a Francia para estudiar al lado de Ossip Zadkine en la Academia de la Grande Chaumiére en París, en donde también frecuenta el taller de Brancusi. Sus experiencias al lado de Zadkine en París y de Zúñiga en México, así como su constante investigación y experimentación le dan seguridad en el manejo de materiales y técnicas, no sólo en el campo de la escultura y lo llevan a encontrar su propio lenguaje.

## La Colección
La colección abarca la historia del arte abstracto en México desde mediados de los años 50 e incluye a Fernando García Ponce, Arnaldo Coen, Roger von Gunten, Brian Nissen, Vlady, Vicente Rojo y al propio Manuel Felguérez.